# Нагасава, Микадзэ
Микадзэ Нагасава (яп. 永澤 海風; род. 25 января 2005, Осака) — японский футболист, полузащитник клуба РФС.

## Карьера

### РФС

#### Сезон 2023
Воспитанник футбольной академии японского клуба «Виссел Кобе». В начале 2023 года футболист прибыл на просмотр в латвийский клуб РФС. В матче 2023 года футболист официально присоединился к клубу, подписав однолетний контракт с опцией продления ещё на 3 сезона. Дебютировал за клуб футболист 1 апреля 2023 года в матче против клуба «Елгава», выйдя на замену на 70 минуте. Также футболист в апреле 2023 года отправился в распоряжение второй команды клуба. Дебютный матч за команду футболист сыграл 7 апреля 2023 года против салдусского клуба «Ливон», выйдя на поле в стартовом составе и также отличившись своим дебютным забитым голом. Дебютным забитым голом за клуб футболист отличился 14 апреля 2023 года в матче против клуба «Тукумс 2000». В июле 2023 года футболист вместе с клубом отправился на квалификационные матчи Лиги конференций УЕФА.

#### Аренда в «Тукумс 2000»
В июле 2023 года футболист на правах арендного соглашения присоединился к клубу «Тукумс 2000» до коцна сезона. Дебютировал за клуб футболист 23 июля 2023 года в матче против клуба «Риги», выйдя на поле в стартовом составе. Также футболист в конце июля 2023 года отправился в распоряжение второй команды клуба. Дебютный матч за команду футболист сыграл 30 июля 2023 года против клуба «Гробиня», выйдя на поле в стартовом составе. Первым результативным действием за клуб футболист отличился 1 октября 2023 года в матче против «Валмиеры», отдав голевую передачу. На протяжении сезона футболист выступал за клуб в роли одного из основных игроков, чередуя матчи в стартовом составе и со скамейки запасных, отличившись своей единственной результативной передачей. По итогу сезона футболист вместе с клубом завершил чемпионат на итоговом восьмом месте. По окончании срока арендного соглашения футболист покинул латвийский клуб. 

#### Сезон 2024
Новый сезон футболист начал 2 марта 2024 года с матча за Суперкубок Латвии, где в серии пенальти уступили «Риге», однако сам футболист остался на скамейке запасных. Первый матч в чемпионате футболист сыграл 15 марта 2024 года против «Валмиеры», выйдя на замену на 82 минуте. Первым забитым голом за клуб футболист забил 12 апреля 2024 года в матче против клуба «Тукумс 2000».